# Yūki Sanetō
Yūki Sanetō (實藤 友紀, Sanetō Yūki) est un footballeur japonais né le 19 janvier 1989 à Tokushima. Il évolue au poste de défenseur.

## Biographie
Yūki Sanetō remporte les Jeux asiatiques de 2010 avec l'équipe du Japon.
Il commence sa carrière professionnelle au Kawasaki Frontale. Il inscrit son 1er but en championnat le 10 mars 2012, lors d'une rencontre face à l'Albirex Niigata.

## Palmarès
- Vainqueur des Jeux asiatiques de 2010 avec l'équipe du Japon